# Broń samoczynno-samopowtarzalna

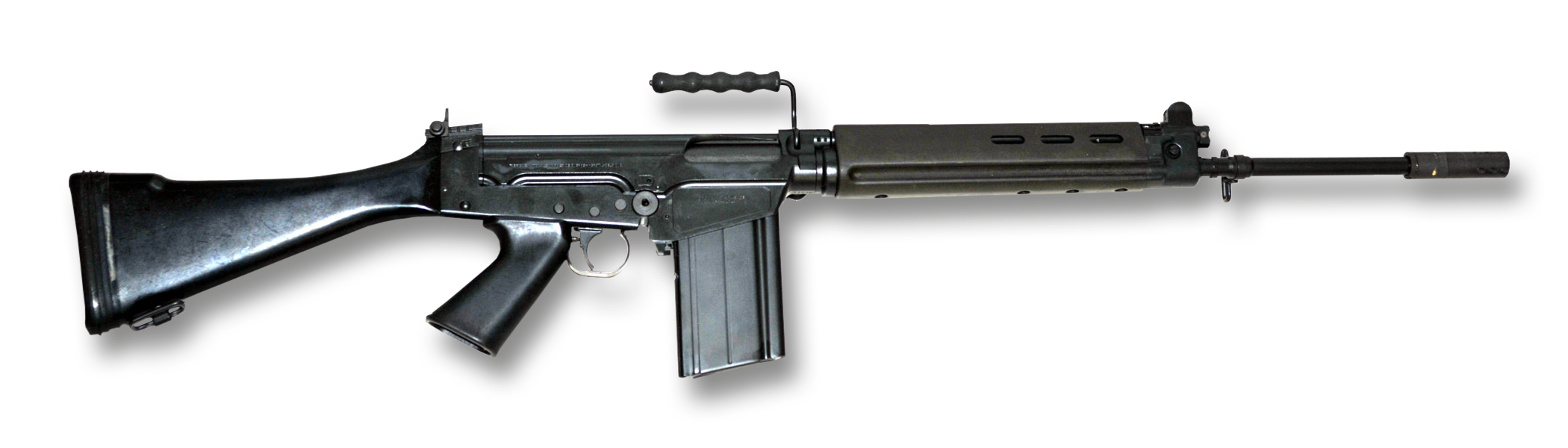
FN FAL, samoczynno-samopowtarzalny karabin automatyczny mogący strzelać zarówno ogniem pojedynczym jak i ciągłym

Broń samoczynno-samopowtarzalna – rodzaj broni automatycznej (maszynowej) wyposażonej w mechanizm spustowy umożliwiający prowadzenie zarówno ognia pojedynczego, jak i ciągłego. 
Zmiana rodzaju ognia jest możliwa dzięki wyposażeniu broni w przełącznik rodzaju ognia (np. FN FAL), spust dwuchodowy (np. PM-63), głębokości naciśnięcia spustu (np. Steyr AUG) lub spust z dwoma wgłębieniami (np. MG 34). Niektóre wzory broni samoczynno-samopowtarzalnej są wyposażone w ogranicznik długości serii (np. kbk wz. 96 Beryl). Bronią samoczynno-samopowtarzalną jest większość pistoletów automatycznych, karabinów i karabinków automatycznych, oraz niektóre  pistolety maszynowe i ręczne karabiny maszynowe.